# Viuz-la-Chiésaz
Viuz-la-Chiésaz és un municipi francès situat al departament de l'Alta Savoia i a la regió d'Alvèrnia-Roine-Alps. L'any 2007 tenia 1.234 habitants.

## Demografia

### Població
El 2007 la població de fet de Viuz-la-Chiésaz era de 1.234 persones. Hi havia 456 famílies de les quals 85 eren unipersonals (46 homes vivint sols i 39 dones vivint soles), 135 parelles sense fills, 178 parelles amb fills i 58 famílies monoparentals amb fills.
La població ha evolucionat segons el següent gràfic:
Habitants censats

### Habitatges
El 2007 hi havia 517 habitatges, 461 eren l'habitatge principal de la família, 30 eren segones residències i 25 estaven desocupats. 429 eren cases i 87 eren apartaments. Dels 461 habitatges principals, 370 estaven ocupats pels seus propietaris, 85 estaven llogats i ocupats pels llogaters i 7 estaven cedits a títol gratuït; 5 tenien una cambra, 25 en tenien dues, 54 en tenien tres, 86 en tenien quatre i 292 en tenien cinc o més. 429 habitatges disposaven pel capbaix d'una plaça de pàrquing. A 157 habitatges hi havia un automòbil i a 293 n'hi havia dos o més.

### Piràmide de població
La piràmide de població per edats i sexe el 2009 era:
| Homes | Edats   | Dones |
| ----- | ------- | ----- |
| 0     | 95 o +  | 0     |
| 0     | 90 a 94 | 8     |
| 0     | 85 a 89 | 4     |
| 0     | 80 a 84 | 0     |
| 4     | 75 a 79 | 20    |
| 20    | 70 a 74 | 0     |
| 24    | 65 a 69 | 12    |
| 20    | 60 a 64 | 48    |
| 20    | 55 a 59 | 20    |
| 60    | 50 a 54 | 44    |
| 48    | 45 a 49 | 52    |
| 48    | 40 a 44 | 52    |
| 32    | 35 a 39 | 44    |
| 24    | 30 a 34 | 28    |
| 28    | 25 a 29 | 12    |
| 56    | 20 a 24 | 0     |
| 28    | 15 a 19 | 48    |
| 44    | 10 a 14 | 48    |
| 40    | 5 a 9   | 32    |
| 20    | 0 a 4   | 12    |

## Economia
El 2007 la població en edat de treballar era de 842 persones, 652 eren actives i 190 eren inactives. De les 652 persones actives 623 estaven ocupades (332 homes i 291 dones) i 29 estaven aturades (11 homes i 18 dones). De les 190 persones inactives 64 estaven jubilades, 77 estaven estudiant i 49 estaven classificades com a «altres inactius».

### Ingressos
El 2009 a Viuz-la-Chiésaz hi havia 475 unitats fiscals que integraven 1.311,5 persones, la mediana anual d'ingressos fiscals per persona era de 23.123 €.

### Activitats econòmiques
Dels 74 establiments que hi havia el 2007, 2 eren d'empreses alimentàries, 1 d'una empresa de fabricació d'elements pel transport, 4 d'empreses de fabricació d'altres productes industrials, 7 d'empreses de construcció, 10 d'empreses de comerç i reparació d'automòbils, 3 d'empreses de transport, 4 d'empreses d'hostatgeria i restauració, 1 d'una empresa financera, 1 d'una empresa immobiliària, 8 d'empreses de serveis, 31 d'entitats de l'administració pública i 2 d'empreses classificades com a «altres activitats de serveis».
Dels 10 establiments de servei als particulars que hi havia el 2009, 1 era un taller de reparació d'automòbils i de material agrícola, 1 paleta, 1 guixaire pintor, 1 fusteria, 1 electricista, 2 empreses de construcció, 1 perruqueria i 2 restaurants.
Dels 5 establiments comercials que hi havia el 2009, 2 eren fleques, 1 una sabateria i 2 botigues de mobles.
L'any 2000 a Viuz-la-Chiésaz hi havia 15 explotacions agrícoles que ocupaven un total de 300 hectàrees.

## Equipaments sanitaris i escolars
El 2009 hi havia 1 escola maternal i 1 escola elemental.

## Poblacions més properes
El següent diagrama mostra les poblacions més properes.